# Лігота (Гуровський повіт)
Лігота (пол. Ligota) — село в Польщі, у гміні Гура Гуровського повіту Нижньосілезького воєводства.
Населення — 237 осіб (2011).
У 1975-1998 роках село належало до Лешненського воєводства.

## Демографія
Демографічна структура станом на 31 березня 2011 року:
|          | Загалом | Допрацездатний вік | Працездатний вік | Постпрацездатний вік |
| -------- | ------- | ------------------ | ---------------- | -------------------- |
| Чоловіки | 122     | 23                 | 89               | 10                   |
| Жінки    | 115     | 27                 | 65               | 23                   |
| Разом    | 237     | 50                 | 154              | 33                   |